# Commissione Bilancio del Senato della Repubblica
La Commissione permanente 5ª Programmazione economica, bilancio è un organo del Senato della Repubblica italiana.

## Funzione
La 5ª Commissione ha competenza per i disegni di legge riguardanti le specifiche materie del bilancio, del personale e dei servizi del Ministero dell'economia, nonché per i disegni di legge riguardanti la materia finanziaria.

## Composizione
La Commissione è composta da 22 senatori (di cui due segretari, due vicepresidenti e un presidente) scelti in modo omogeneo tra i componenti del Senato della Repubblica, in modo da rispecchiarne le forze politiche presenti. Essi sono scelti dai gruppi parlamentari (e non dal Presidente, come invece accade per l'organismo della Giunta parlamentare): per la nomina dei membri ciascun Gruppo, entro cinque giorni dalla propria costituzione, procede, dandone comunicazione alla Presidenza del Senato, alla designazione dei propri rappresentanti nelle singole Commissioni permanenti.
Ogni senatore chiamato a far parte del governo o eletto presidente della Commissione è, per la durata della carica, sostituito dal suo gruppo nella Commissione con un altro senatore, che continuerà ad appartenere anche alla Commissione di provenienza. Tranne in rari casi nessun Senatore può essere assegnato a più di una Commissione permanente. Le Commissioni permanenti sono rinnovate dopo il primo biennio della legislatura ed i loro componenti possono essere confermati, ma i gruppi parlamentari possono cambiare i propri membri autonomamente in qualsiasi momento, sostituendoli, aggiungendoli o rimuovendoli, modificando di conseguenza anche il numero totale dei componenti della Commissione..

## Presidenti
| N°                                                            | Presidente     | Presidente                                                         | Presidente                        | Gruppo parlamentare                              | Mandato          | Mandato         | Legislatura   |
| N°                                                            | Presidente     | Presidente                                                         | Presidente                        | Gruppo parlamentare                              | Inizio           | Fine            | Legislatura   |
| ------------------------------------------------------------- | -------------- | ------------------------------------------------------------------ | --------------------------------- | ------------------------------------------------ | ---------------- | --------------- | ------------- |
| 5ª Programmazione economica, bilancio, partecipazioni statali |                |                                                                    |                                   |                                                  |                  |                 |               |
| 1                                                             |                |                                                                    | Giuseppe Caron (1904–1998)        | Democratico Cristiano                            | 1º ottobre 1971  | 24 maggio 1972  | V (1968)      |
| 1                                                             | 11 luglio 1972 | 4 luglio 1976                                                      | Giuseppe Caron (1904–1998)        | Democratico Cristiano                            | VI (1972)        |                 |               |
| 2                                                             |                |                                                                    | Napoleone Colajanni (1926–2005)   | Comunista                                        | 27 luglio 1976   | 19 giugno 1979  | VII (1976)    |
| 3                                                             |                |                                                                    | Salverino De Vito (1926–2010)     | Democratico Cristiano                            | 11 luglio 1979   | 11 luglio 1983  | VIII (1979)   |
| 4                                                             |                |                                                                    | Mario Ferrari-Aggradi (1916–1997) | Democratico Cristiano                            | 11 agosto 1983   | 1º luglio 1987  | IX (1983)     |
| 5ª Programmazione economica, bilancio                         |                |                                                                    |                                   |                                                  |                  |                 |               |
| 5                                                             |                |                                                                    | Beniamino Andreatta (1928–2007)   | Democratico Cristiano                            | 4 agosto 1987    | 22 aprile 1992  | X (1987)      |
| 6                                                             |                |                                                                    | Lucio Abis (1926–2014)            | Partito Popolare Italiano - Democrazia Cristiana | 17 giugno 1992   | 14 aprile 1994  | XI (1992)     |
| 7                                                             |                |                                                                    | Silvano Boroli (1945–)            | Forza Italia                                     | 1º giugno 1994   | 8 maggio 1996   | XII (1994)    |
| 8                                                             |                |                                                                    | Romualdo Coviello (1940–2022)     | Partito Popolare Italiano                        | 5 giugno 1996    | 29 maggio 2001  | XIII (1996)   |
| 9                                                             |                |                                                                    | Antonio Azzollini (1953–)         | Forza Italia                                     | 26 giugno 2001   | 27 aprile 2006  | XIV (2001)    |
| 10                                                            |                |                                                                    | Enrico Morando (1950–)            | Partito Democratico-L'Ulivo                      | 6 giugno 2006    | 28 aprile 2008  | XV (2006)     |
| -                                                             |                |                                                                    | Antonio Azzollini (1953–)         | Il Popolo della Libertà                          | 22 maggio 2008   | 14 marzo 2013   | XVI (2008)    |
| -                                                             |                | Il Popolo della Libertà (2013) Area Popolare (NCD-UDC) (2013-2015) | Antonio Azzollini (1953–)         | 7 maggio 2013                                    | 8 luglio 2015    | XVII (2013)     |               |
| 11                                                            |                |                                                                    | Giorgio Tonini (1959–)            | Partito Democratico                              | 22 ottobre 2015  | XVII (2013)     | 22 marzo 2018 |
| 13                                                            |                |                                                                    | Daniele Pesco (1973–)             | Movimento 5 Stelle                               | 21 giugno 2018   | 12 ottobre 2022 | XVIII (2018)  |
| 14                                                            |                |                                                                    | Nicola Calandrini(1966-)          | Fratelli d'Italia                                | 10 novembre 2022 | in carica       | XIX (2022)    |

## Procedure
La Commissione viene convocata per la prima volta dal presidente del Senato per procedere alla propria costituzione. L'Ufficio di Presidenza della Commissione, integrato dai rappresentanti dei gruppi, predispone il programma e il calendario dei lavori, che sono stabiliti in modo da assicurare l'esame in via prioritaria dei disegni di legge e degli altri argomenti compresi nel programma e nel calendario dell'Assemblea. Quando la discussione di un determinato argomento, anche non compreso nel programma, sia richiesta da almeno un quinto dei componenti della Commissione, l'inserimento nell'ordine del giorno in tempi brevi è rimesso all'Ufficio di Presidenza della Commissione stessa. Al termine di ciascuna seduta, di norma, il presidente della Commissione annuncia la data, l'ora e l'ordine del giorno della seduta successiva e viene di conseguenza stampato e pubblicato l'ordine del giorno.

## Composizione nella XIX legislatura (2022 -in corso)
Elenco dei membri ad aprile 2024
| Gruppo parlamentare                                 | Gruppo parlamentare                                                                                 | Senatore                         |
| --------------------------------------------------- | --------------------------------------------------------------------------------------------------- | -------------------------------- |
|                                                     | Fratelli d'Italia                                                                                   | Nicola Calandrini (presidente)   |
|                                                     | Forza Italia - Berlusconi Presidente - PPE                                                          | Claudio Lotito (vicepresidente)  |
|                                                     | Partito Democratico - Italia Democratica e Progressista                                             | Antonio Misiani (vicepresidente) |
|                                                     | Lega Salvini Premier - Partito Sardo d'Azione                                                       | Elena Testor (segretaria)        |
|                                                     | Movimento 5 Stelle                                                                                  | Concetta Damante (segretaria)    |
|                                                     | Fratelli d'Italia                                                                                   | Paola Ambrogio                   |
| Matteo Gelmetti                                     | Fratelli d'Italia                                                                                   |                                  |
| Guido Quintino Liris                                | Fratelli d'Italia                                                                                   |                                  |
| Lavinia Mennuni                                     | Fratelli d'Italia                                                                                   |                                  |
| Vita Maria Nocco                                    | Fratelli d'Italia                                                                                   |                                  |
|                                                     | Partito Democratico - Italia Democratica e Progressista                                             | Beatrice Lorenzin                |
| Daniele Manca                                       | Partito Democratico - Italia Democratica e Progressista                                             |                                  |
| Antonio Nicita                                      | Partito Democratico - Italia Democratica e Progressista                                             |                                  |
|                                                     | Lega Salvini Premier - Partito Sardo d'Azione                                                       | Claudio Borghi                   |
| Marco Dreosto (in sostituzione di Andrea Ostellari) | Lega Salvini Premier - Partito Sardo d'Azione                                                       |                                  |
|                                                     | Movimento 5 Stelle                                                                                  | Stefano Patuanelli               |
| Elisa Pirro                                         | Movimento 5 Stelle                                                                                  |                                  |
|                                                     | Forza Italia - Berlusconi Presidente - PPE                                                          | Dario Damiani                    |
|                                                     | Italia Viva - Il Centro - Renew Europe                                                              | Raffaella Paita                  |
|                                                     | Per le Autonomie (SVP-Patt, Campobase)                                                              | Pietro Patton                    |
|                                                     | Civici d'Italia - Noi moderati (UDC - Coraggio Italia - Noi con l'Italia - Italia al Centro) - MAIE | Mario Borghese                   |
|                                                     | Misto-Alleanza Verdi e Sinistra                                                                     | Tino Magni                       |